# The Wealthy Rival; or, A Summer Story That Needs No Explanation
The Wealthy Rival; or, A Summer Story That Needs No Explanation è un cortometraggio muto del 1909. Il nome del regista non viene riportato nei credit del film.

## Trama
Trama di Moving Picture World synopsis in (EN)  su IMDb

## Produzione
Il film fu prodotto dalla Vitagraph Company of America.

## Distribuzione
Distribuito dalla Vitagraph Company of America, il film - un cortometraggio di 110 metri - uscì nelle sale cinematografiche statunitensi il 14 settembre 1909.
Nelle proiezioni, veniva programmato con il sistema dello split reel, accorpato in un'unica bobina con un altro cortometraggio prodotto dalla Vitagraph, The Little Father; or, The Dressmaker's Loyal Son.